# Mussaenda arcuata
Gros lingue, Lingue café
Espèce
Classification phylogénétique
Le Gros lingue ou Lingue café (Mussaenda arcuata) est un arbrisseau de la famille des Rubiaceae.
Il peut atteindre 7m de haut.
On le trouve en Afrique tropicale, à Madagascar, à La Réunion et sur l'île Maurice